# Guillaume Canet
Guilherme Canet (Boulogne-Billancourt, 10 de abril de 1973) é um actor, director e cineasta francês. Em 1996 participou do filme 17 ans et des poussières, de Joël Santoni.

## Vida pessoal
Canet já foi casado com a atriz alemã Diane Kruger, da qual se divorciou em 2006 após sete anos juntos.
Ele vive atualmente com a atriz francesa Marion Cotillard, o casal está junto desde 2007 e tem um filho Marcel, nascido em 2011. Os dois eram amigos desde os anos 90 e juntos protagonizaram os filmes Amor ou Consequência em 2003 e O Último Vôo em 2009. Apesar de rumores de casamento, a atriz já afirmou em uma entrevista que eles não são casados. 